# Josep Segura Rius
Josep "Pep" Segura Rius (Olesa de Montserrat, Baix Llobregat, 1961) és un entrenador de futbol i professor d'educació física català. Ha format part de l'organigrama tècnic del futbol base del Futbol Club Barcelona com a secretari tècnic de l'Àrea Futbol Formatiu Professional i com a mànager general.

## Biografia
Llicenciat en Educació Física, la seva primera experiència en les banquetes va ser com a responsable tècnic del CF Olesa. Va fer de professor de l'INEFC (Institut Nacional d'Educació Física de Catalunya) a Lleida des de 1983 fins que el 1997 es va incorporar al FC Barcelona de la mà del llavors director del futbol base del club, Llorenç Serra Ferrer. Va ser entrenador del Juvenil A i posteriorment responsable tècnic d'alt rendiment i d'scouting, així com assistent de Pere Gratacós al FC Barcelona B, fins a abandonar el club el 2005.
La temporada 2006/07 va ser ajudant de Serra Ferrer a l'AEK Atenes FC de la lliga Grega. La següent temporada fer de segon de Takis Lemonis a l'Olympiacos FC i el març de 2008, després del cessament de Lemonis, va assumir les regnes de l'equip grec i va aconseguir el doblet, Lliga i Copa. Va abandonar el club al final de temporada, i fou substituït per Ernesto Valverde. És el primer entrenador nascut a Catalunya que aconsegueix el títol de lliga grec (la temporada 1971-72 l'havia aconseguit Ferenc Puskás, hongarès naturalitzat espanyol). Paral·lelament, va assistir en Pere Gratacós durant la seva etapa al capdavant de la selecció catalana.
El juny de 2009 es va incorporar al Liverpool FC, en aquells dies entrenat per Rafa Benítez per fer-se càrrec de l'Acadèmia Frank McParland, dedicada a la formació de joves promeses del club. La temporada 2010/11 va dirigir l'equip reserva dels «Reds». El setembre de 2012 va abandonar el club anglès.
Va tornar a Barcelona, exercint novament la docència a l'INEFC, especialment en àrees de metodologia de l'entrenament. Ha estat també comentarista tècnic en l'emissora RAC 1.
El juliol de 2015, el president del FC Barcelona Josep Maria Bartomeu el nomenà secretari tècnic del futbol formatiu professional, càrrec de nova creació. El juliol de 2017 Bartomeu el nomenà mànager general, un càrrec de nova creació que el situava per damunt de Robert Fernàndez, secretari tècnic del primer equip de futbol. Segura volgué canviar la filosofia del club desmarcant-se de la metodologia que havien forjat Zubizarreta, Guardiola i Seirul·lo, entre d'altres, i que l'havia caracteritzat durant els seus successos recents, i així encaminà el club cap a una altra direcció: era partidari de metodologies llunyanes del joc de posició que havia caracteritzat el club durant el període de Guardiola. Aquest viratge rebé crítiques en certs sectors del barcelonisme, però ell ha negat que hi hagués aquesta intencionalitat. Un dels defensors del mètode de Segura dins de la directiva del club era Jordi Mestre; d'altres, com Javier Bordas, havien defensat per un altre perfil.
Les males sensacions del final de la temporada 18-19, amb les derrotes doloroses d'Anfield i de la final de la Copa del Rei, el situaren en el punt de mira per allò que la directiva considerava una mala planificació esportiva, en part per la gestió del futbol formatiu però també per la política de fitxatges, molts dels quals (Malcom, Murillo o Boateng) no donaren el rendiment esperat. A conseqüència d'això, el 26 de juliol de 2019 el Barça li va rescindir el contracte.

## Palmarès
- 2007 - 2008 Super Lliga de Grècia amb l'Olympiacos FC.
- 2007 - 2008 Copa grega.